# Platymantis cagayanensis
Espèce
Statut de conservation UICN

 NT  : Quasi menacé
Platymantis cagayanensis est une espèce d'amphibiens de la famille des Ceratobatrachidae.

## Répartition
Cette espèce est endémique des Philippines. Elle se rencontre sur la côte nord de Luçon et sur l'île Palaui (petite île située à la pointe Nord-Est de Luçon), du niveau de la mer jusqu'à 200 m d'altitude.

## Description
Platymantis cagayanensis mesure de 26,4 à 30,8 mm pour les mâles et de 34,7 à 37,4 mm pour les femelles. Son dos est brun roux légèrement tacheté de noir. Une barre noire est présente au niveau de l’œil. Ses membres sont faiblement rayés de sombre.
Dans leur description les auteurs indiquent que l'une des femelles étudiées portait des œufs non-pigmentés d'un diamètre de 1,75 mm.
Son cri d'avertissement, ressemblant à kri-ik-kri-ik, se compose de six tonalités. Les première, deuxième, quatrième et sixième tonalités varient entre 1 500 et 2 000 Hz ; les troisième et cinquième entre 2 700 et 3 300 voire 3 400 Hz. Chaque note dure entre 0,25 et 0,27 s et est suivie d'un silence de 0,52 à 0,55 s.
Cette espèce vit sur la litière des forêts primaires.

## Étymologie
Son nom d'espèce, composé de cagayan et du suffixe latin -ensis, « qui vit dans, qui habite », lui a été donné en référence au lieu de sa découverte, la province de Cagayan sur l'île de Luçon.

## Publication originale
- Brown, Alcala & Diesmos, 1999 : Four new species of the genus Platymantis (Amphibia: Ranidae) from Luzon Island, Philippines. Proceedings of the California Academy of Sciences, sér. 4, vol. 51, p. 449-460 (texte intégral).